# 227 (число)
227 (Дві́сті два́дцять сім) — натуральне число між 226 та 228.
- 227 день в році — 15 серпня (у високосний рік 14 серпня).

## У математиці
- 49-те просте число, утворює пару з 229.

## В інших галузях
- 227 рік
- 227 до н. е.
- В Юнікоді 00E3  16  — код для символу «a» (Latin Small Letter A With Tilde).
- CL-227 Sentinel (БПЛА) — багатоцільовий безпілотний вертоліт.
- Наказ № 227 — наказ НКО СРСР від 28 липня 1942 року.
- NGC 227 — галактика в сузір'ї Кит.
- С-227 — підводний човен Слов'янка проекту 613, що був переобладнана на підводну станцію для біологічних досліджень.